# آرانیوئل

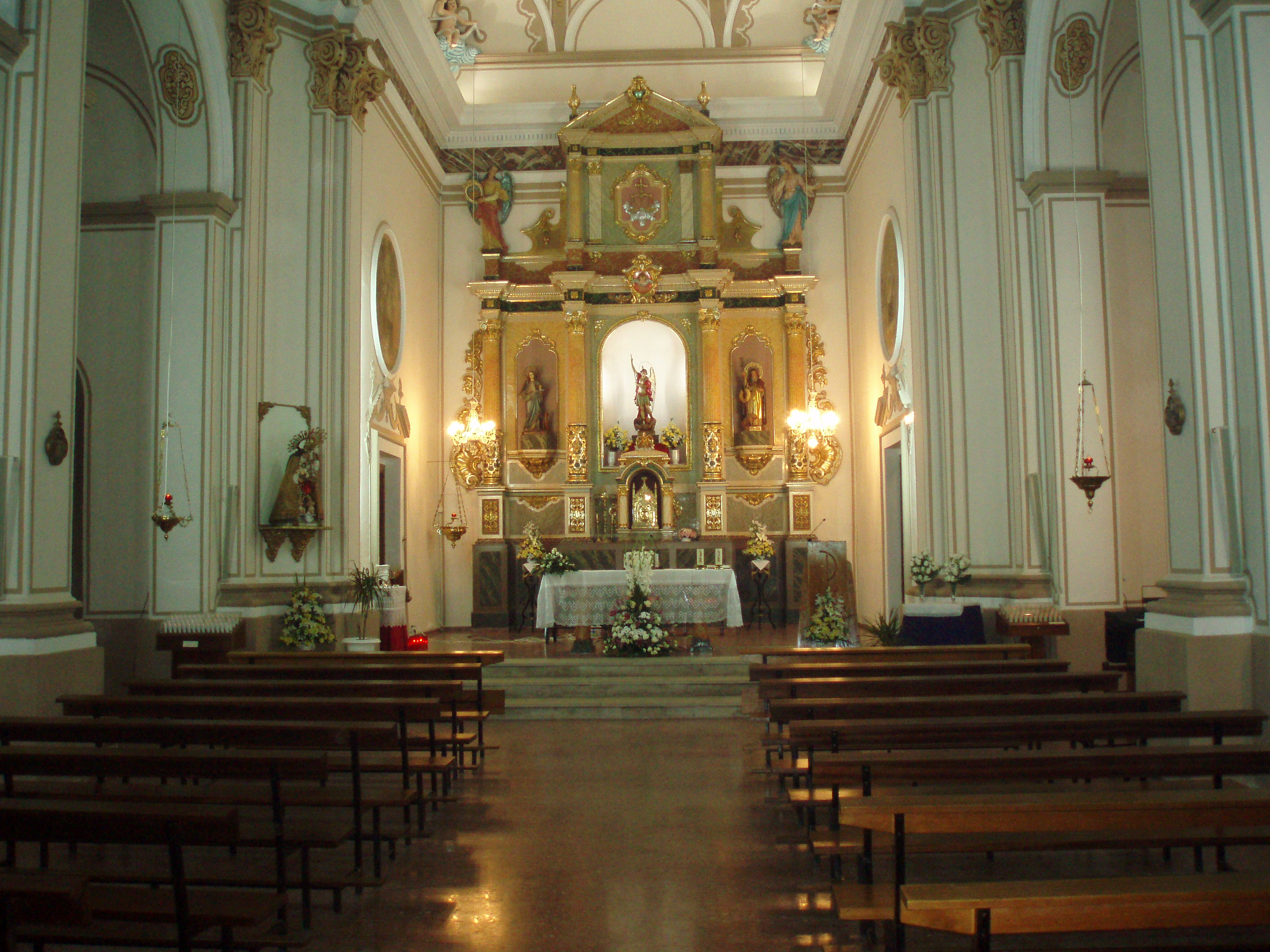
کلیسای سنت مایکل آرانیوئل

آرانیوئل (به اسپانیایی: Arañuel) یک دهستان در کومارکا آلتو میجارس، کاستلیون، والنسیا، اسپانیا است.